# Fábio Coentrão
Fábio Alexandre da Silva Coentrão (n. 11 martie 1988, Vila do Conde, Districtul Porto, Portugalia) este un fost fotbalist portughez care a evoluat la clubul Sporting Lisabona la Real Madrid și la echipa națională de fotbal a Portugaliei. Pe 5 iulie 2011 a semnat un contract cu Real pe o perioadă de șase ani, Benfica primind în schimbul transferului său suma de 30 de milioane de euro.

## Goluri internaționale
| # | Dată           | Stadion                                        | Adversar  | Scor | Rezultat | Competiție                                             |
| - | -------------- | ---------------------------------------------- | --------- | ---- | -------- | ------------------------------------------------------ |
| 1 | 10 august 2011 | Estádio Algarve, Faro/Loulé, Portugalia        | Luxemburg | 3–0  | 5–0      | Meci amical                                            |
| 2 | 22 martie 2013 | Ramat Gan Stadium, Ramat Gan, Israel           | Israel    | 3–3  | 3–3      | Calificările pentru Campionatul Mondial de Fotbal 2014 |
| 3 | 5 martie 2014  | Estádio Dr. Magalhães Pessoa, Leiria, Portugal | Camerun   | 4–1  | 5–1      | Meci amical                                            |

## Palmares

### Club
Benfica
- Primeira Liga: 2009–10
- Taça da Liga: 2009–10, 2010–11

Real Madrid
- La Liga: 2011–12
- Supercopa de España: 2012;

Finalist: 2011
- Copa del Rey (1): 2013–14

Finalist: 2012–13
- Liga Campionilor UEFA (1): 2013–14
- Supercupa Europei (1): 2014

### Individual
- Second Division Breakthrough Player of the Year: 2006–07
- Portuguese League Breakthrough Player of the Year: 2009–10[3]
- Benfica Breakthrough Player of the Year: 2009
- Benfica Player of the Year: 2011[4]
- Portuguese League Young Player of the Month: octombrie 2009,[5] martie 2010,[6] aprilie 2010,[7] septembrie 2010[8]
- UEFA Euro Team of the Tournament: 2012

## Statistici

### Club
La 2 martie 2014.
| Club          | Sezon         | Campionat | Campionat | Campionat | Cupă1   | Cupă1  | Cupă1   | Cupa Ligii | Cupa Ligii | Cupa Ligii | Europe  | Europe | Europe  | Total   | Total  | Total   |
| Club          | Sezon         | Meciuri   | Goluri    | Assists   | Meciuri | Goluri | Assists | Meciuri    | Goluri     | Assists    | Meciuri | Goluri | Assists | Meciuri | Goluri | Assists |
| ------------- | ------------- | --------- | --------- | --------- | ------- | ------ | ------- | ---------- | ---------- | ---------- | ------- | ------ | ------- | ------- | ------ | ------- |
| Rio Ave       | 2004–05       | 1         | 0         | 0         | 0       | 0      | 0       | —          | —          | —          | —       | —      | —       | 1       | 0      | 0       |
| Rio Ave       | 2005–06       | 3         | 1         | 0         | 1       | 0      | 0       | —          | —          | —          | —       | —      | —       | 4       | 1      | 0       |
| Rio Ave       | 2006–07       | 25        | 4         | 0         | 2       | 0      | 0       | —          | —          | —          | —       | —      | —       | 27      | 4      | 0       |
| Rio Ave       | Total         | 29        | 5         | 0         | 3       | 0      | 0       | 0          | 0          | 0          | 0       | 0      | 0       | 32      | 5      | 0       |
| Benfica       | 2007–08       | 3         | 0         | 0         | 0       | 0      | 0       | 3          | 0          | 0          | 1       | 0      | 0       | 7       | 0      | 0       |
| Benfica       | Total         | 3         | 0         | 0         | 0       | 0      | 0       | 3          | 0          | 0          | 1       | 0      | 0       | 7       | 0      | 0       |
| Nacional      | 2007–08       | 16        | 4         | 1         | 0       | 0      | 0       | 0          | 0          | 0          | 0       | 0      | 0       | 16      | 4      | 1       |
| Nacional      | Total         | 16        | 4         | 1         | 0       | 0      | 0       | 0          | 0          | 0          | 0       | 0      | 0       | 16      | 4      | 1       |
| Zaragoza      | 2008–09       | 1         | 0         | 0         | 0       | 0      | 0       | —          | —          | —          | 0       | 0      | 0       | 1       | 0      | 0       |
| Zaragoza      | Total         | 1         | 0         | 0         | 0       | 0      | 0       | —          | —          | —          | 0       | 0      | 0       | 1       | 0      | 0       |
| Rio Ave       | 2008–09       | 16        | 3         | 2         | 0       | 0      | 0       | 0          | 0          | 0          | 0       | 0      | 0       | 16      | 3      | 2       |
| Rio Ave       | Total         | 16        | 3         | 2         | 0       | 0      | 0       | 0          | 0          | 0          | 0       | 0      | 0       | 16      | 3      | 2       |
| Benfica       | 2009–10       | 26        | 0         | 9         | 2       | 1      | 0       | 4          | 1          | 0          | 13      | 1      | 1       | 45      | 3      | 10      |
| Benfica       | 2010–11       | 23        | 2         | 2         | 6       | 1      | 0       | 2          | 0          | 0          | 14      | 2      | 1       | 45      | 5      | 3       |
| Benfica       | Total         | 52        | 2         | 11        | 8       | 2      | 0       | 9          | 1          | 0          | 28      | 3      | 2       | 97      | 8      | 13      |
| Real Madrid   | 2011–12       | 20        | 0         | 2         | 5       | 0      | 0       | —          | —          | —          | 8       | 0      | 0       | 33      | 0      | 2       |
| Real Madrid   | 2012–13       | 16        | 1         | 1         | 6       | 0      | 0       | —          | —          | —          | 8       | 0      | 0       | 30      | 1      | 1       |
| Real Madrid   | 2013–14       | 6         | 0         | 0         | 3       | 0      | 0       | —          | —          | —          | 0       | 0      | 0       | 9       | 0      | 0       |
| Real Madrid   | Total         | 42        | 1         | 3         | 14      | 0      | 0       | —          | —          | —          | 16      | 0      | 0       | 72      | 1      | 3       |
| Total carieră | Total carieră | 156       | 15        | 17        | 25      | 2      | 0       | 9          | 1          | 0          | 44      | 3      | 2       | 234     | 21     | 19      |

1Include Supercopa de España, Supertaça Cândido de Oliveira.